# Drienovská Nová Ves
Drienovská Nová Ves (węg. Somosújfalu) – wieś (obec) na Słowacji położona w kraju preszowskim, w powiecie Preszów. Pierwsze wzmianki o miejscowości pochodzą z roku 1335. 
Według danych z dnia 31 grudnia 2016, wieś zamieszkiwało 820 osób, w tym 407 kobiet i 413 mężczyzn.
W 2001 roku pod względem narodowości i przynależności etnicznej, ludność kształtowała się następująco: 
- Słowacy – 92,72%,
- Romowie – 6,22%,
- Czesi – 0,30%,
- Niemcy – 0,30%,
- Węgrzy – 0,15%.

Ze względu na wyznawaną religię struktura mieszkańców kształtowała się w 2001 roku następująco:
- Katolicy rzymscy – 80,73%
- Ewangelicy – 17,15%,
- Grekokatolicy – 1,06%,
- Inne – 1,06%.